# Куготов, Эдуард Измайлович
Эдуа́рд Изма́йлович Куго́тов (24 мая 1964) — советский и российский футболист, ныне директор РСДЮШОР города Нальчика.

## Карьера
В 1981 году состоялся дебют Куготова во Второй союзной лиге, когда он выступал за нальчикский «Спартак», где играл практически на всех позициях кроме вратаря. Долгое время являлся капитаном «Спартака» и штатным пенальтистом. После распада СССР остался в клубе, где в дебютном сезоне Первой лиги стал её лучшим бомбардиром. С 1996 по 1997 год играл в баксанской «Автозапчасти». Сезон 1998 года начинал в «Нарте» Нарткала, однако уже в июле того же года вместе с вратарём Владимиром Доткулом перебрался в «Спартак» из Нальчика, в котором завершил карьеру.